# Open Canyon

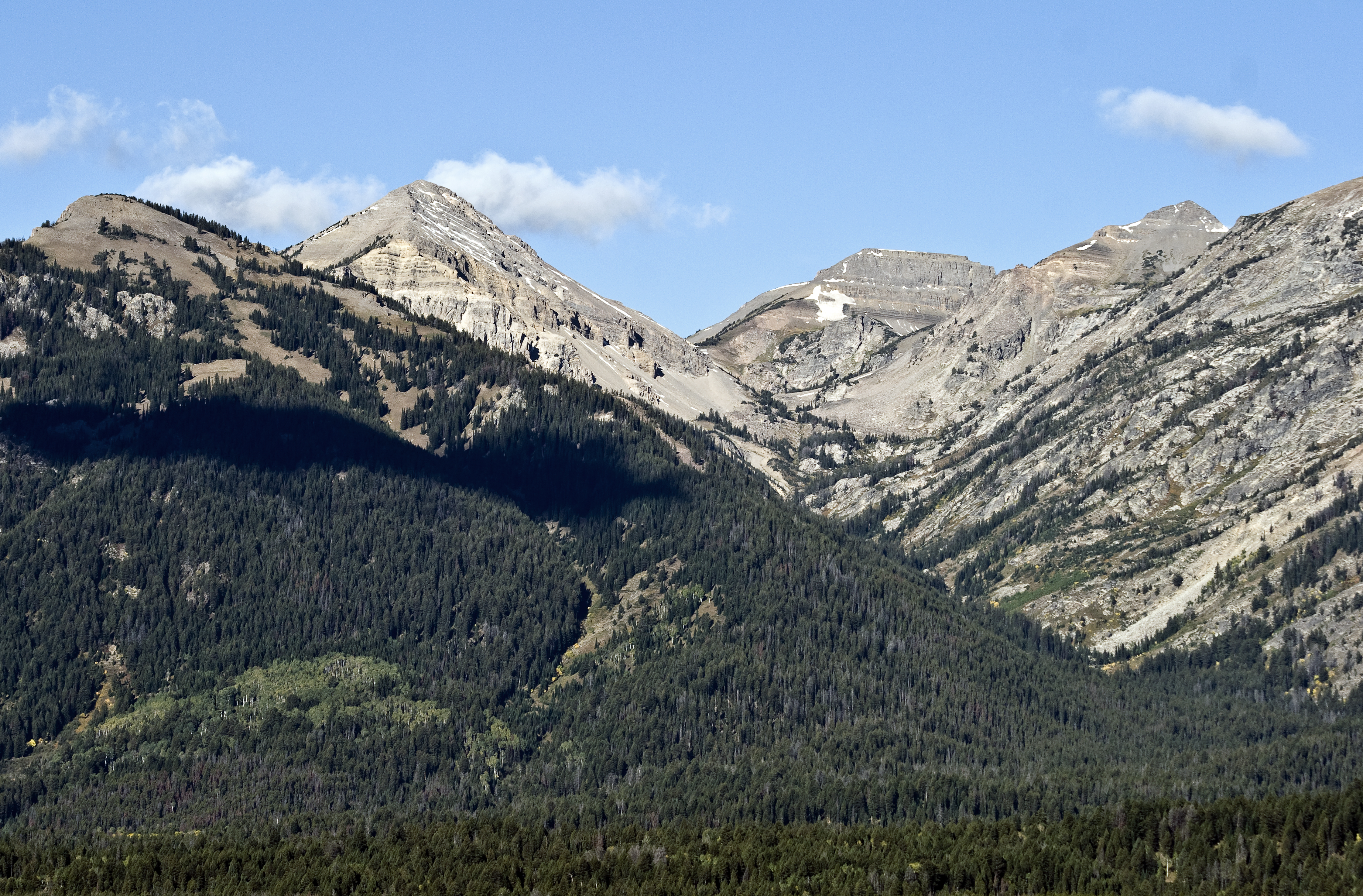
Vista dell'Open Canyon

Open Canyon è un canyon situato a 2022 m di altezza, che si trova nel Grand Teton National Park, nello stato americano del Wyoming .
Il canyon è stata formata da ghiacciai che si ritirarono alla fine dell'ultima era glaciale circa 15.000 anni fa, lasciando una valle a forma di U. Open Canyon è situato tra Mount Hunt, Prospectors Mountain e Coyote Lake, che sono situati a monte del canyon. Si accede al canyon attraverso l'Open Canyon Trail.